# Kasteel van Gartrop
Kasteel van Gartrop (Duits: Schloss Gartrop) is een waterslot in de Duitse gemeente Hünxe, in de kern Gartrop-Bühl. Het kasteel staat naast de weg tussen Hünxe en Schermbeck-Gahlen aan de rand van het natuurpark Hohe Mark.
Er is een hotel-restaurant in gevestigd.